# The Confession
The Confession é um curta-metragem britânico de 2010 dirigido por Tanel Toom. Como reconhecimento, foi nomeado ao Oscar 2011 na categoria de Melhor Curta-metragem.